# William Reais
Willem Reais (Chur, 4 mei 1999) is een Zwitsers atleet die gespecialiseerd is in de 100 m en de 200 m. Hij vertegenwoordigde zijn vaderland éénmaal op de Olympische Spelen.

## Biografie
In 2021 nam Reais deel aan de Olympische Zomerspelen. In een tijd van 20,51 seconden kon Reais zich plaatsen voor de halve finale van de 200 meter. In deze halve finale eindigde Reais op de 5e plaats waarmee hij zich niet kon plaatsen voor de finale.

## Titels
- Zwitsers kampioen 100 m - 2023
- Zwitsers kampioen 200 m - 2020, 2022, 2023
- Zwitsers indoorkampioen 200 m - 2018, 2019, 2020, 2021
- Europees U23 kampioen 200 m - 2021

## Persoonlijke records
Outdoor
| Onderdeel | Prestatie          | Datum             | Plaats     |
| --------- | ------------------ | ----------------- | ---------- |
| 100 m     | 10,20 s (+0,6 m/s) | 4 september 2021  | Nottwil    |
| 200 m     | 20,24 s (+0,2 m/s) | 12 september 2020 | Bazel      |
| 300 m     | 32,59 s            | 13 juni 2020      | Langenthal |
| 400 m     | 46,39 s            | 15 september 2020 | Bellinzona |

Indoor
| Onderdeel | Prestatie       | Datum            | Plaats     |
| --------- | --------------- | ---------------- | ---------- |
| 60 m      | 6,66 s          | 20 februari 2021 | Magglingen |
| 200 m     | 20,97 s (ex-NR) | 21 februari 2021 | Magglingen |

## Palmares

### 60 m
- 2021: 4e in de series EK indoor - 6,74 s

### 100 m
- 2023:  Zwitserse kamp. - 10,22 s

### 200 m
- 2018:  Zwitserse indoorkamp. - 21,39 s
- 2019:  Zwitserse indoorkamp. - 21,81 s
- 2020:  Zwitserse indoorkamp. - 21,15 s
- 2020:  Zwitserse kamp. - 20,24 s
- 2021:  Zwitserse indoorkamp. - 20,97 s (NR)
- 2021:  EK U23 te Tallinn - 20,47 s
- 2021: 5e in ½ fin. OS - 20,24 s
- 2022:  Zwitserse kamp. - 20,73 s
- 2023:  Zwitserse kamp. - 20,39 s
- 2024:  EK - 20,47 s

### 4 × 100 m
- 2022: 5e EK - 38,36 s